# Antoine-Laurent Castellan
Pour les articles homonymes, voir Castellan.
Antoine-Laurent Castellan, né à Montpellier le 1er février 1772 et mort à Paris le 2 avril 1838, est un peintre, graveur, architecte et voyageur français.

## Biographie
Élève de Pierre-Henri de Valenciennes qui lui apprend l'art du paysage, Castellan voyage beaucoup, notamment en Turquie, en Grèce, en Italie et en Suisse, et publie plusieurs ouvrages sur ces voyages, qu'il illustre et grave lui-même. Il est l'inventeur d'un procédé de peinture à la cire.
Les Lettres sur l’Italie publiées en trois tomes en 1819 racontent le voyage accompli en 1797 : le tome 1 raconte l'arrivée à Otrante depuis Corfou en août 1797 et décrit la remontée dans les Pouilles jusqu’à Naples, qu’il visite avec ses environs ; le tome 2 est consacré à Rome et ses environs ; le tome 3 à la Toscane (Florence, Fiesole, Pratolino, Pise, Vallombrosa). L'ouvrage est orné de cinquante planches dessinées et gravées par Castellan.
Correspondant de l’institut en 1815, Castellan entre à l'Académie des beaux-arts en 1816 au fauteuil « 5 ». Il a collaboré au Moniteur et à la Biographie universelle de Joseph-François Michaud.

## Œuvres
Antoine-Laurent Castellan est un peintre à l'huile, aquarelliste, graveur et littérateur.

### Publications
On lui doit des récits de ses voyages : 
- Lettres sur la Morée et les îles de Cérigo, Hydra et Zante, 1808 ;
- Description d'une machine à puiser l’eau, 1811 ;
- Lettres sur la Grèce, l’Hellespont et Constantinople, 1811 ;
- Mœurs, usages, costumes des Othomans, et abrégé de leur histoire, 6 vol., 72 planches, 1812 ;
- Lettres sur l'Italie, 3 vol., avec 50 vues gravées par lui-même, 1819 ;
- Fontainebleau. Études pittoresques sur ce château, considéré comme l'un des types de la renaissance des arts en France au XVIe siècle, [posthume], 1840.

### Dessins et peintures
- Gray, musée Baron-Martin :
  - Florence, église St Lorenzo, dessin au lavis gris et brun, gouache blanche sur papier ;
  - Bord de mer à Nice, 1837, crayons de couleur et lavis d’encre brune, album factice.
- Montpellier, musée Fabre : fonds de dessins et de peintures[3].
- Nemours, Château-Musée : ensemble de six plaques de cuivre gravés comportant des vues du château de Fontainebleau.

Œuvres d'Antoine-Laurent Castellan
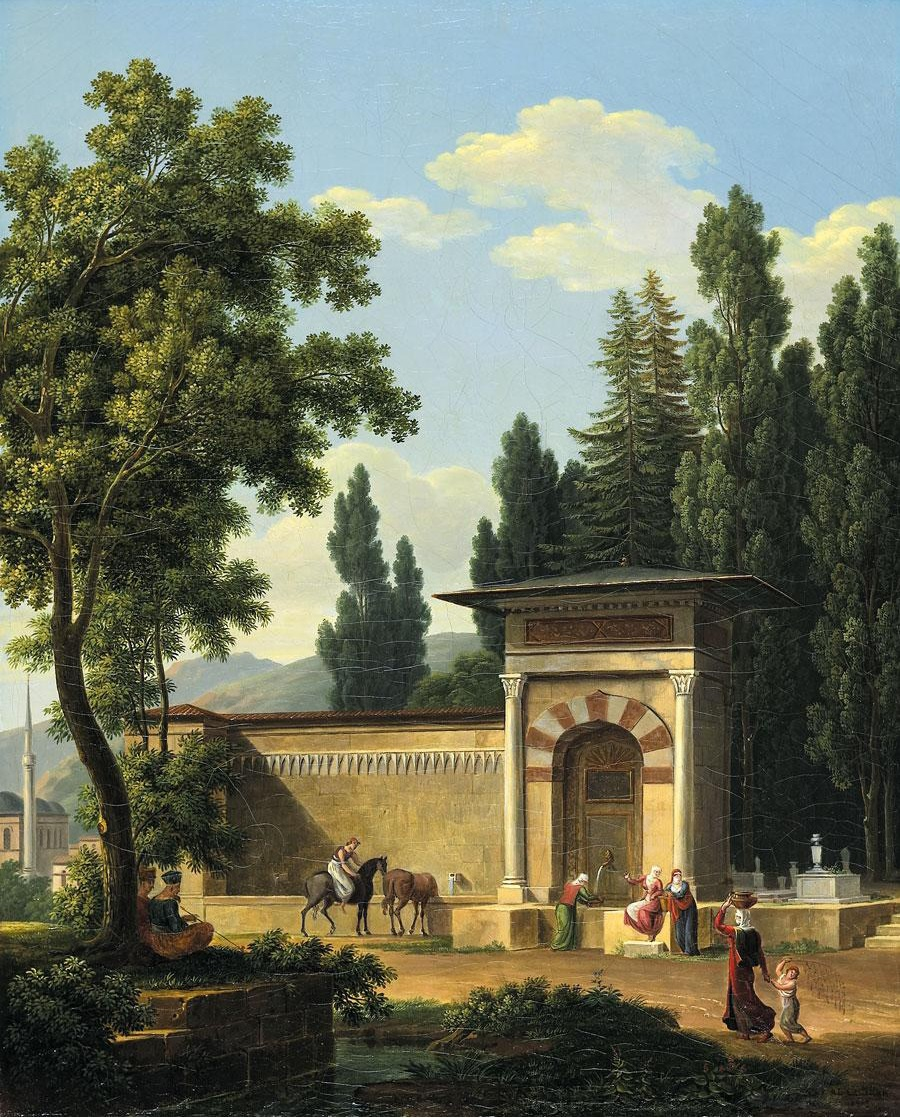
Fontaine Turque à Gallipoli, 1808, localisation inconnue.
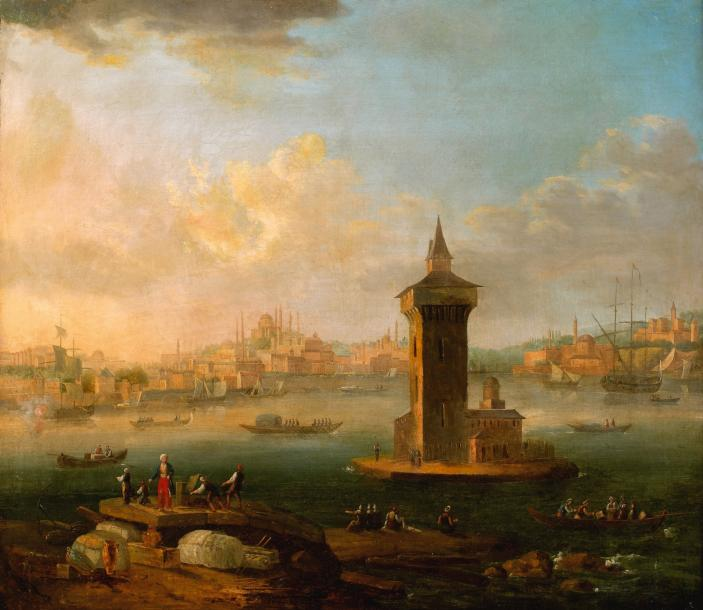
Fontaine Turuqe à Gallipoli, 1808, localisation inconnue.
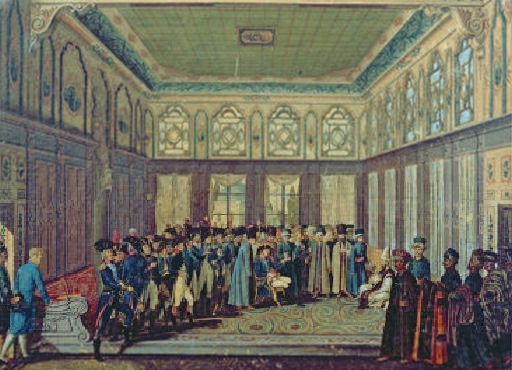
Jean-Baptiste Annibal Aubert du Bayet et les officiers français recevant le Grand Vizir en 1796, 1797, huile sur toile, localisation inconnue.